# Broń bezodrzutowa

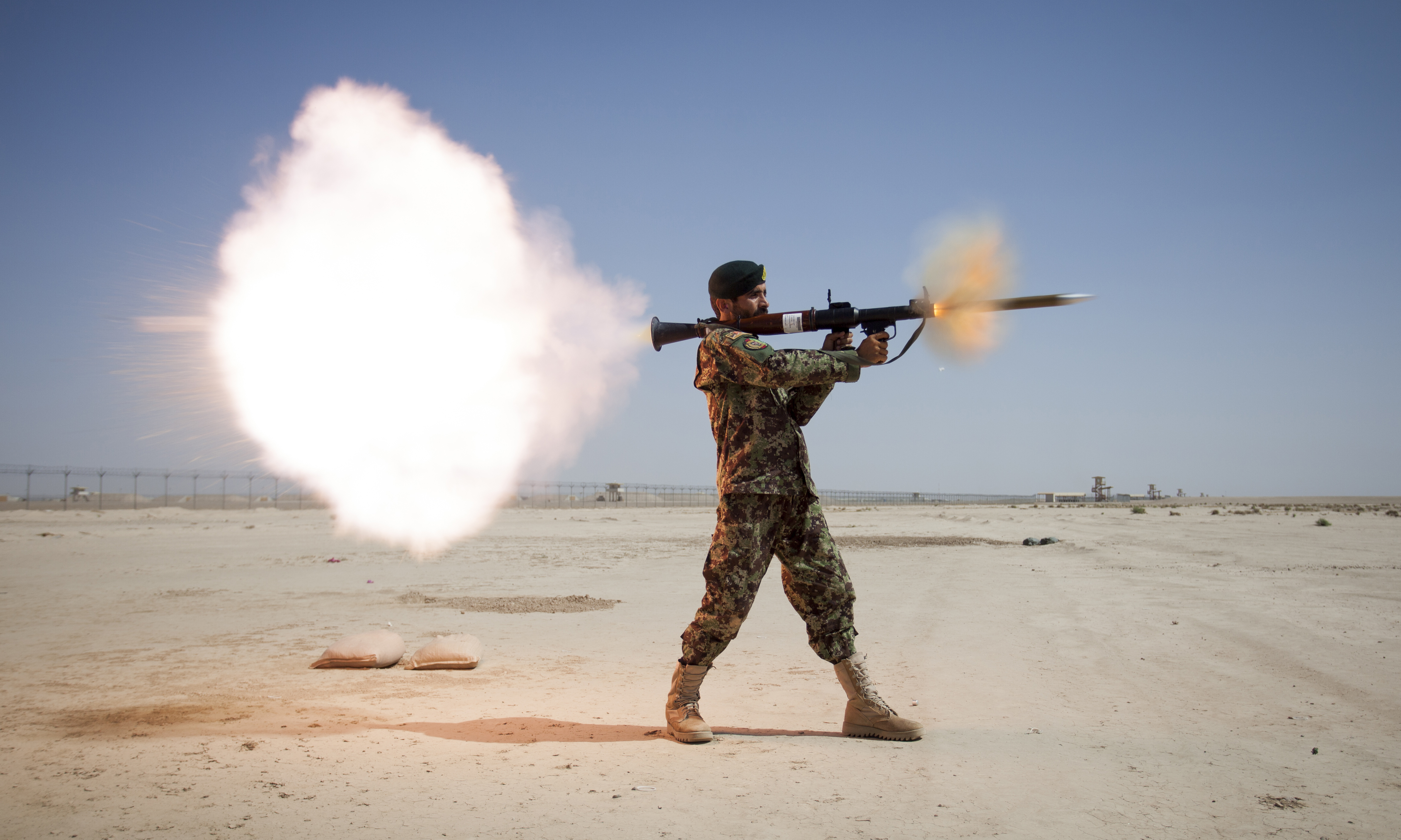
Wystrzał z bezodrzutowego granatnika przeciwpancernego RPG-7

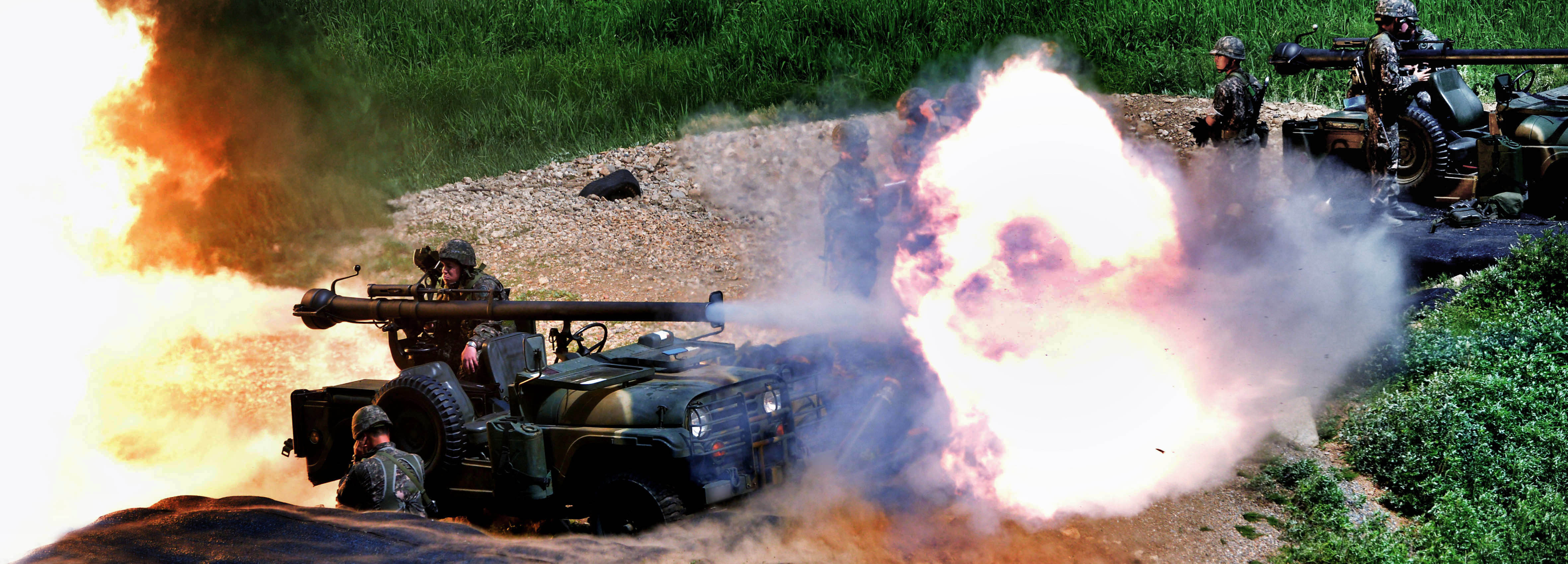
Wystrzał z działa bezodrzutowego M40

Broń bezodrzutowa – broń palna, w której reakcja wypływu części gazów prochowych z lufy w kierunku przeciwnym do ruchu pocisku zapewnia równowagę broni podczas strzału, redukując lub eliminując zjawisko odrzutu.

## Charakterystyka
W broni tej dzięki zastosowaniu częściowo otwartego zamka obniżono ciśnienie gazów prochowych w lufie podczas strzału. Takie rozwiązanie pozwoliło na zastosowanie luf cienkościennych o niewielkiej masie. Wyeliminowanie odrzutu pozwoliło na ustawianie broni na lekkich podstawach, a w przypadku mniejszych kalibrów do możliwości strzelania z ramienia. Gazy wypływające do tyłu zmniejszają sprawność układu miotającego i obniżają tym samym prędkość i donośność pocisków. Powstająca za bronią niebezpieczna strefa gorących gazów prochowych demaskuje stanowisko ogniowe.
Rozróżnia się najczęściej broń bezodrzutową w postaci:
- dział bezodrzutowych
- granatników przeciwpancernych